# Babat (Tetap)
Babat is een bestuurslaag in het regentschap Kaur van de provincie Bengkulu, Indonesië. Babat telt 600 inwoners (volkstelling 2010).